# Ernst Paul
Ernst Paul (* 27. April 1897 in Steinsdorf (Nordböhmen), Österreich-Ungarn; † 11. Juni 1978 in Gallspach) war ein deutscher Politiker der SPD.

## Leben und Beruf
Nach dem Besuch der Volksschule war Paul zunächst als Landarbeiter tätig. Anschließend war er Heimarbeiter in der Textilbranche, bevor er eine Schriftsetzerlehre absolvierte. Seit 1912 war er Mitglied im Verband jugendlicher Arbeiter Österreichs. Von 1914 bis 1918 nahm er als Soldat am Ersten Weltkrieg teil. Nach dem Ersten Weltkrieg war er Redakteur der Zeitschrift Sozialdemokrat in Prag. Nach der Okkupation des Sudetenlandes durch Deutschland floh er 1938 nach Schweden. Nach Ende des Zweiten Weltkriegs engagierte er sich gegen die Vertreibung der Sudetendeutschen aus der Tschechoslowakei und organisierte von Schweden aus Hilfsaktionen für die Heimatvertriebenen.
Paul verließ 1948 sein Exil in Schweden und ließ sich in Esslingen am Neckar nieder. Von 1949 bis 1952 war er Chefredakteur der Allgemeinen Zeitung in Stuttgart. Aus seinem Nachlass wurde die Ernst-und-Gisela-Paul-Stiftung gegründet, die Forschungsarbeiten über die sudetendeutsche Arbeiterbewegung finanziell unterstützt.

## Partei
1918 trat Paul der Deutschen sozialdemokratischen Arbeiterpartei in der Tschechoslowakei (DSAP) bei und war in den Jahren 1919 bis 1926 Vorsitzender des sozialdemokratischen Jugendverbandes.
Nach seiner Umsiedlung von Schweden nach Deutschland schloss Paul sich der SPD an. Zeitweilig war er Bundesvorsitzender der Seliger-Gemeinde (Gesinnungsgemeinschaft sudetendeutscher Sozialdemokraten) und Leiter des Seliger-Archivs.

## Abgeordneter
Dem Deutschen Bundestag gehörte Paul seit der ersten Bundestagswahl 1949 bis 1969 an und wurde stets über die Landesliste seiner Partei in Baden-Württemberg (1949 noch Württemberg-Baden) gewählt. Im Parlament war er unter anderem wehrpolitischer Sprecher seiner Fraktion. Bei den Beratungen zur Aufstellung der Bundeswehr sprach sich Paul für die Schaffung des Amtes des Wehrbeauftragten nach dem Vorbild des schwedischen Militie-Ombudsmannes aus und konnte sich mit dieser Forderung schließlich auch durchsetzen. Er gehörte außerdem der Parlamentarischen Versammlung des Europarates an, in der er 1958 bis 1966 den Ausschuss für Bevölkerung und Flüchtlinge leitete. Von 1953 bis 1973 war er Mitglied im Kreistag des Landkreises Esslingen.

## Veröffentlichungen
- Aufzeichnungen und Erinnerungen. In: Deutscher Bundestag, Wissenschaftliche Dienste, Abteilung Wissenschaftliche Dokumentation (Hrsg.): Abgeordnete des Deutschen Bundestages. Aufzeichnungen und Erinnerungen. Band 2: Curt Becker, Franz Marx, Ernst Paul, Hans Schütz, Elisabeth Schwarzhaupt, J. Hermann Siemer, Anton Storch. Boldt, Boppard am Rhein, 1983, ISBN 3-7646-1833-7, S. 141–187.